# De Katendrechtsehavens, de St. Janshaven en de Robbenoordse haven
De 1e Katendrechtsehaven, de 2e Katendrechtsehaven, de Sint Janshaven en de Robbenoordsehaven waren vier kleine havens aan de zuidelijke oever van de Nieuwe Maas in Rotterdam, die alle hun oorspronkelijke functie verloren hebben. De 1e Katendrechtsehaven is inmiddels gedempt; de 2e gedeeltelijk. Deze vier havens tonen wat betreft hun ontstaansgeschiedenis een grote verwantschap.
De lengte, breedte en diepte van de havens waren bij aanleg respectievelijk:
- 180 bij 105 bij -7,5 m R.P. (-8.15 m NAP)
- 230 bij 130 bij -8 m R.P. (-8,65 m NAP)
- 125 bij 60 bij -3 m R.P (-3,65 m NAP)
- 165 bij 60 bij -3 tot -6 m R.P. (-3,65 tot -6,65 m NAP)

## De 1e en de 2e Katendrechtsehaven
In maart 1885 schreven Wambersie en Zoon en een 16-tal andere bij de petroleumhandel betrokken bedrijven (waaronder Horstmann, Hintzen, Claus & Co, Steinmetz & Petit, Montauban van Swijndrecht, Mees & van Stolk) een brief aan de gemeenteraad waarin zij hun verontrusting uitspraken over een aantal lokale omstandigheden die er de oorzaak van waren dat Rotterdam niet de positie in de binnenlandse en buitenlandse petroleumhandel innam die haar op grond van haar ligging in de rivierendelta zou moeten toekomen. Ter illustratie namen zij in hun brief een staatje met aantallen vaten over de jaren 1884, 1883, 1882 en 1881 op, waaruit het volgende is overgenomen.
Jaarlijkse olieoverslag in vaten.
| Jaar | Rotterdam | Amsterdam | Antwerpen | Bremen    | Hamburg   |
| ---- | --------- | --------- | --------- | --------- | --------- |
| 1882 | 292.690   | 189.573   | 787.021   | 1.162.935 | 959.952   |
| 1884 | 234.315   | 265.000   | 992.020   | 724.965   | 1.076.930 |

Als oorzaken noemden de briefschrijvers:
- het gebrek aan bij ijsgang veilige ligplaatsen (in Charlois bij Pakhuismeesteren waren alleen ligplaatsen op de rivier beschikbaar)
- het gebrek aan een spoorverbinding waarover bij ijsgang op de rivier het vervoer naar Duitsland zou kunnen plaatsvinden
- enkele beperkende gemeentelijke voorschriften die uit veiligheidsoverwegingen de zich binnen de gemeentegrenzen bevindende hoeveelheid vaten petroleum binnen de perken moesten houden.

De Directeur van Gemeentewerken, G.J. Jongh, adviseerde om ten westen van Katendrecht, maar binnen de gemeentegrenzen, enkele kleine havens – de 1e (1888-1893) en 2e (1895-1896) Katendrechtsehavens – te graven en deze te voorzien van een spooraansluiting. Op het terrein tussen de haventjes zouden dan petroleumopslagplaatsen gerealiseerd kunnen worden.
Het gemeentebestuur werd enthousiast toen in 1886 vanuit Duitsland de reder Riedemann uit Geestemünde en de importeurs Schütte & Sohn uit Bremen zich voor de locatie meldden. De zaak ging evenwel niet door toen in november 1886 in Duitsland de tarieven voor het vervoer van petroleum per spoor werden verlaagd. Het had toen voor hen geen zin meer om zich in Rotterdam te vestigen.
De nog te graven 1e Katendrechtsehaven werd toen aanvankelijk hoofdzakelijk voor het verladen van erts en ander massagoed bestemd. Met de 2e Katendrechtsehaven werd ze later voornamelijk gebruikt voor de kleinschalige overslag van stukgoed.
Inmiddels is de 1e Katendrechtsehaven geheel, en de 2e gedeeltelijk gedempt. De gedempte delen kregen een stedelijke bestemming.

## De Sint Janshaven en de Robbenoordsehaven
Riedemann & Schütte haakten dus af in 1886, maar meldden zich later toch weer om ten slotte in 1890 met de – samen met Horstmann van Standard Oil ("Esso") op 22 februari 1890 opgerichte – Deutsch-Amerikanische Petroleum Gesellschaft een terrein aan de Sluisjesdijk en de rivier rond de voor hen gegraven Sint Janshaven (1889 - 1890) in gebruik te nemen. De Sint Janshaven was speciaal gegraven voor de binnenvaart (rivierschepen).
Pakhuismeesteren kregen bij hun petroleumetablissement aan de Sluisjesdijk vanaf 1892 de beschikking over de door hen zo gewenste Petroleumhaven, zoals de Robbenoordsehaven (1889 - 1892) tot 17 juli 1934 heette. De naam Robbenoordsehaven kreeg ze pas bij besluit van burgemeester en wethouders van 14 februari 1941.